# West Cairn Hill
Der West Cairn Hill ist ein Hügel in den schottischen Pentland Hills. Er ist mit einer Höhe von 562 m deren fünfthöchste Erhebung und liegt an der Westflanke der rund 25 km langen Hügelkette.
Über die Kuppe verläuft die Grenze zwischen den Council Areas Scottish Borders und West Lothian. Die nächstgelegene Siedlung ist der Weiler Carlops rund sechs Kilometer südöstlich. West Calder befindet sich neun Kilometer nordwestlich und Penicuik elf Kilometer östlich. Auf dem Sattelpunkt zwischen West und East Cairn Hill verläuft der Passweg Cauldstane Slap. Zu den umgebenden Hügeln zählen der Colzium Hill und der Torweaving Hill im Südwesten, der East Cairn Hill im Nordosten sowie der Wether Law im Osten.

## Umgebung
Zwischen East und West Cairn Hill verläuft mit dem Cauldstane Slap ein ehemals bedeutender Passweg. Mit einer maximalen Höhe von 441 m verband er West Lothian mit den Scottish Borders.
Auf der Kuppe des West Cairn Hills befindet sich ein Cairn. Dieser wurde schwer gestört und durchmisst heute noch 13,7 m bei einer Höhe von 1,1 m. Durch den Cairn verlaufen Grenzmauern.
Der Nordwestflanke vorgelagert ist das Harperrig Reservoir. Der 1860 eingerichtete Stausee staut das Wasser des Water of Leith und dient sowohl der Wasserversorgung von Edinburgh als auch der Regulierung des Durchflusses des Water of Leith.

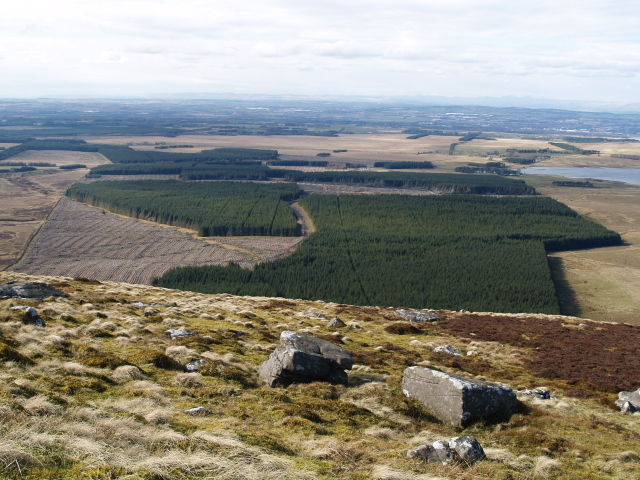
Blick über den Wald von West Cairns, rechts das Harperrig Reservoir
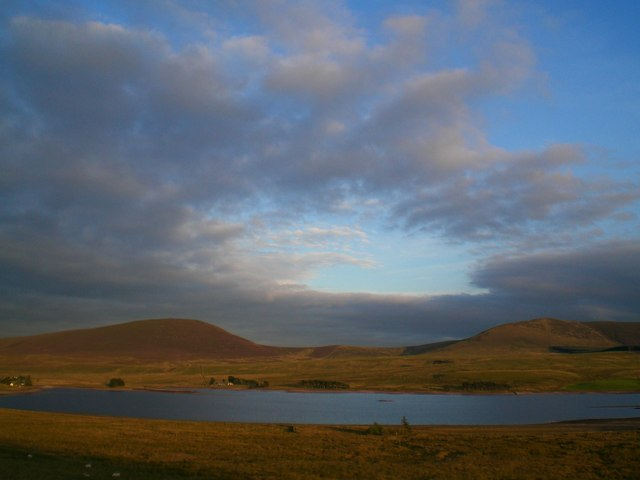
Cauldstane Slap zwischen East (links) und West Cairn Hill (rechts)
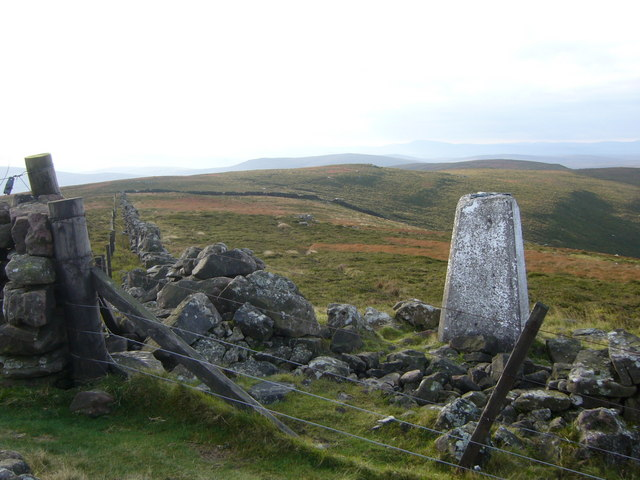
Triangulationspunkt auf dem West Cairn Hill